# Erich Schaedler
Erich Schaedler (6. srpna 1949, Biggar - 24. prosince 1985, Cardrona Fores) byl skotský fotbalista, levý obránce. Byl synem německého válečného zajatce. Spáchal sebevraždu na Štědrý den roku 1985.

## Klubová kariéra
Hrál za skotské kluby Stirling Albion FC, Hibernian FC, Dundee FC a Dumbarton FC.

## Reprezentační kariéra
Za reprezentaci Skotska nastoupil 27. března v přátelském utkání proti Německu. Byl členem skotské reprezentace na Mistrovství světa ve fotbale 1974, ale v zápase nenastoupil.